# 恩濟洛湖

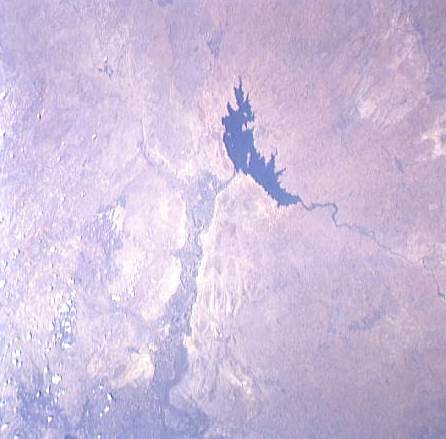

10°33′35″S 25°37′41″E / 10.55971°S 25.628014°E
恩濟洛湖（法語：Lac Delcommune），是剛果民主共和國的湖泊，位於該國南部，由上洛馬米省負責管轄，處於盧阿拉巴河，面積約200平方公里，海拔高度1,200米。